# 戸塚美波子
戸塚 美波子（とずか みわこ、1948年 - ）は、日本のアイヌの詩人。

## 来歴
1948年、北海道白糠町に生まれる。
1968年に起きたマーティン・ルーサー・キング・ジュニア暗殺に大きな衝撃を受ける。戸塚は当時、アメリカ合衆国の黒人のデモが白人の警察官から放水や警棒による殴打を受ける映像を見て、直接の暴力はなかったにせよ、差別的な扱いをされるアイヌも似た立場にいると感じていた。
同じ年、当時行われていた北海道開拓百周年記念事業がアイヌの存在を「ないもの」として扱っていることへの違和を北海道新聞への投書を通じて表明し、これはアイヌによる政治的発言の契機になったとされる。投書の掲載後には改めて新聞の取材を受け「お祝いことだけにしようとする百年行事に大きな憤りを感じ、ペンを取りました」と述べた。当時戸塚は釧路駅地下のデパートで店員を務めていた。戸塚の投書には大きな反響があり、石井ポンペのようにこれを契機に民族運動に進んだアイヌもいた。
1973年に雑誌『北方文芸』に発表した詩「1973年ある日ある時に」は、北海道百年記念塔をモチーフに、アイヌの民族運動家やアイヌ団体幹部、アイヌと関わりを持つ和人の芸術家や研究者を風刺的に描いた。これらの人物には実在のモデルがいたとされ、戸塚は「非難ゴウゴウだったんですよ」と述べている。この詩は1981年に戸塚が刊行した詩集の表題ともなり、詩集は「シャモ（和人）批判」とアイヌへの厳しい視点が併存した作品として、複数の新聞で書評に取り上げられた。また、1973年に創刊された月刊新聞『アヌタアイヌ われら人間』（1976年終刊）の刊行メンバーを務めている。1973年11月から12月にかけ、朝日新聞北海道版に「私が私であることを」と題した半生記を寄稿した。
戸塚は2021年刊行の書籍（石原真衣・編『アイヌからみた北海道150年』北海道大学出版会）に寄稿した文章で、「アイヌ文化」を称揚する風潮に対して、「アイヌを名乗る人、アイヌを名乗れない人、アイヌでない人たちに、アイヌの真の歴史を考えてほしく思います」と記した。

## 著書
- 『一九七三年ある日ある時に 戸塚美波子詩集』創映出版、1981年
- 『金の風に乗って』札幌テレビ放送、2003年